# Thérèse Schwartzepark
Het Thérèse Schwartzepark is een park in de Nederlandse gemeente Diemen.
Bij de inrichting van de wijk Holland Park in het begin van de 21e eeuw werd een park ingepland. Het park werd op 30 april 2022 officieel geopend, maar had nog geen naam. De gemeente Diemen vroeg in 2022 aan buurtbewoners om een naam voor het park voor te stellen. Uit 700 inzendingen werd gekozen voor Thérèse Schwartzepark, een vernoeming naar kunstenares Thérèse Schwartze. Degenen die het voorgesteld hadden kregen uit de handen van burgemeester en juryvoorzitter Erik Boog een geldbedrag overhandigd. De keus voor de tenaamstelling was op zich beperkt, want in de omliggende wijk zijn straten en pleinen naar andere kunstenaars vernoemd; men werd zich er pas laat van bewust dat de meeste daarvan naar mannen zijn vernoemd. Het was dus passelijk dat hier gekozen werd voor een vrouwelijke kunstenaar. Deze vernoeming sloot ook aan op haar internationale uitstraling en  het internationale karakter van Holland Park en haar bewoners.
De wijk werd aangelegd naar een plattegrond ontworpen door Sjoerd Soeters. Karres en Brands Landschapsarchitecten is verantwoordelijk voor de inrichting van het park en voor het ontwerp van de voetbruggen, waaronder de Maurits Escherbrug in het park. Net als in de omliggende wijk bevinden zich geen rechte straten en paden in het park.